# Saint-Georges-Nigremont
Saint-Georges-Nigremont is een gemeente in het Franse departement Creuse (regio Nouvelle-Aquitaine) en telt 154 inwoners (2004). De plaats maakt deel uit van het arrondissement Aubusson.

## Geografie
De oppervlakte van Saint-Georges-Nigremont bedraagt 19,5 km², de bevolkingsdichtheid is 7,9 inwoners per km².

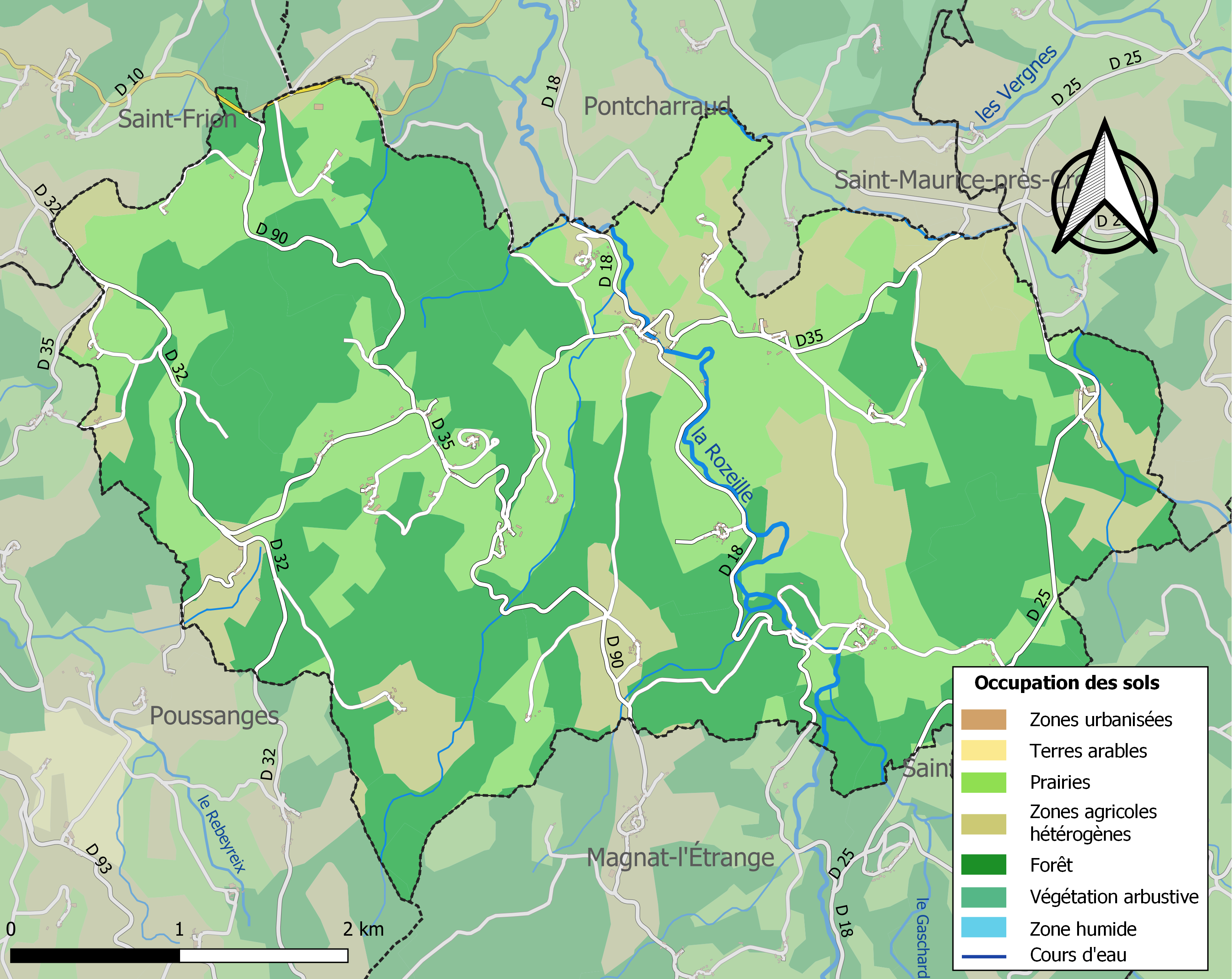
Kaart van de gemeente met de belangrijkste infrastructuur, bodemgebruik en omliggende gemeenten

## Demografie
Onderstaande figuur toont het verloop van het inwonertal (bron: INSEE-tellingen).